# Paolo Mantica
Paolo Mantica (Reggio Calabria, 14 dicembre 1878 – Roma, 3 gennaio 1935) è stato un sindacalista, avvocato e giornalista italiano.

## Biografia
Sebbene nato in una famiglia nobiliare, fu molto attivo, con il fratello Giuseppe Giovanni, nel movimento socialista fin dai primi anni del Novecento. Nel 1904 si trasferì a Roma, dove divenne seguace di Enrico Leone e collaboratore di numerosi periodici dell'area del sindacalismo rivoluzionario che pure finanziò.
Dopo la sconfitta delle posizioni leoniane al IX Congresso del Partito socialista e nell'ambito del processo costitutivo della Confederazione Generale del Lavoro, Mantica lasciò nel 1907 il PSI come la maggior parte dei sindacalisti rivoluzionari.
Fu contrario alla guerra di Libia, mentre assunse posizioni interventiste riguardo alla prima guerra mondiale, dopo la quale divenne uno dei maggiori esponenti dell'Unione socialista italiana, che tuttavia terminò la propria esperienza nel 1920. 
In seguito Mantica si spostò su posizioni sempre più liberali, dalle quali contrastò il fascismo collaborando tra il 1922 e il 1927, insieme con la moglie, la giornalista ungherese Margherita Veszi, con una rete antifascista internazionale. Dopo la denuncia di una domestica per queste attività e per presunti contatti sospetti con l'ambasciata sovietica a Roma, fu sottoposto a costanti controlli che lo portarono a ridimensionare progressivamente il proprio ruolo di dissidente.